# 三田美枝子
三田 美枝子（みた みえこ、1950年11月19日 - ）は、日本の女優。本名・小島 美枝子（こじま みえこ） 。旧姓名・三田 美枝子（さんだ みえこ）。夫は、コメディアン・俳優の小島三児。
神奈川県出身。相模女子大学高等部卒業。

## 来歴・人物
高校卒業後に、歌手を志して和田弘の内弟子となる。その後、東京演劇アンサンブル養成所を経て、1970年にテレビドラマ『素足の女』でデビュー。1974年のプロフィールでは、芸能界入りの動機として、高校時代の同級生が劇団ひまわりに所属しており、その影響で演技に興味を持ったと答えている。
代表作は、1974年度放送の特撮テレビ作品『ウルトラマンレオ』（TBS）のMAC隊員・白川純子 役（ただし、第40話まで）。また、『ウルトラマンレオ』以外の第2期ウルトラシリーズ3作（『帰ってきたウルトラマン』、『ウルトラマンA』、『ウルトラマンタロウ』）すべてにゲスト出演（ただし、同一の役で登場したのは『帰ってきた～』の3回のみ。『～A』、『～タロウ』とも別人役で、ノンクレジットを含む）。『レオ』当時のインタビューでは、隊員服の生地の通気性の関係で、本番前には汗をかかないように苦労していると述べている。
『ウルトラマンレオ』で共演した藍とも子（MAC隊員・松木晴子 役）の良き姉貴分であり、2013年には声優劇団「ステージ妃未呼」に共に参加している。また、2008年にファミリー劇場で放送された『ウルトラマンレオ放送記念スペシャル 真夏座VOICECUL』や、2009年に同じくファミリー劇場で放送された『ウルトラ情報局』9月号にも出演した。
『レオ』降板後に、芸名を「原田 雅子（はらだ まさこ）」に改め、藍の（当時の）夫・峰岸徹が出演していた舞台『マクベス』の手伝いをしていたところ、共演者だった小島三児に見初められ、1976年に入籍。1978年に結婚披露宴を挙げた。
特技は、モダンバレエ、歌唱。

## 出演

### テレビドラマ
- 素足の女（1970年、CX）
- 花もめん（1970年、TBS） - 房江
- ウルトラシリーズ（TBS）
  - 帰ってきたウルトラマン 第2話「タッコング大逆襲」・第5話「二大怪獣 東京を襲撃」・第6話「決戦! 怪獣対マット」（1971年） - 坂田アキの友達 [注釈 1]
  - ウルトラマンA 第5話「大蟻超獣対ウルトラ兄弟」（1972年、TBS） - よみうりランドの客
  - ウルトラマンタロウ 第27話「出た! メフィラス星人だ!」（1973年、TBS） - 看護婦 [注釈 2]
  - ウルトラマンレオ 第1話「セブンが死ぬ時! 東京は沈没する!」 - 第40話「MAC全滅! 円盤は生物だった!」（1974年 - 1975年、TBS） - 白川純子[注釈 3]
- 緊急指令10-4・10-10 第14話「黒猫が見た」（1972年、NET） - 平田
- ファイヤーマン 第11話「よみがえった岩石怪獣」（1973年、NTV） - 学生
- 花王 愛の劇場 / 五番町夕霧楼（1974年、TBS）
- 右門捕物帖 第42話「果てしなき野望」（1975年、NET）
- 必殺仕置屋稼業 第6話 「一筆啓上怨霊が見えた」（1975年、NET） - おあき
- 影同心 第19話「色の地獄は殺し節」(1975年8月9日、MBS) - 三女
- 特別機動捜査隊（1976年、NET）
  - 第748話「ミミズを飼う女」 - 榎本邸の女中
  - 第768話「悪女がいっぱい」 - ユカリ
  - 第779話「むらさき小唄 雪之丞」
  - 第787話「ある誘惑の秘密」 - 河崎順子
- 大都会シリーズ（NTV）
  - 大都会 闘いの日々 第2話「直子」、第3話「身がわり」（1976年） - ホステス
  - 大都会 PARTII 第1話「追撃」（1977年4月5日） - 人質
- 伝七捕物帳 第130話「涙にぬれた罪の花」（1976年、NTV） - お菊
- コードナンバー108 7人のリブ 第13話「友情（こころ）よ、永遠に!」（1976年、KTV）

### 映画
- エデンの海（1976年、東宝） - 看護婦